# Вердерио-Супериоре
Вердерио-Супериоре (итал. Verderio Superiore) — коммуна в Италии, располагается в регионе Ломбардия, подчиняется административному центру Лекко.
Население составляет 2590 человек, плотность населения составляет 1295 чел./км². Занимает площадь 2 км². Почтовый индекс — 23878. Телефонный код — 039.
Покровителем коммуны почитается Флориан Лорхский. Праздник ежегодно празднуется 4 мая.